# جولیوس آوسنبرگ
جولیوس آوسنبرگ (زاده ۱۴ مارس ۱۸۸۷ – درگذشته ۲۲ اوت ۱۹۵۵) که با نام یولیوس یا ژولیوس اوسنبرگ نیز شناخته می‌شود، تهیه‌کننده، مدیر مالی و مدیر تولید فیلم از کشور اتریش بود.

## زندگی‌نامه
جولیوس آوسنبرگ در خانواده‌ای از تبار یهودی در شهر وین و پسر آدولف آیسیگ اوسنبرگ (1849 – ۱۹۱۰) و برتا اوسنبرگ (با نام خانوادگی هوتر، 1852 – ۱۹۲۵) به دنیا آمد. او هشت خواهر و برادر داشت.
آوسنبرگ در ابتدا به عنوان یک صنعتگر کار می‌کرد، اما بعدها حرفه خود را به صنعت فیلم تغییر داد. در سال ۱۹۲۴، او نماینده اروپایی شرکت تولید فیلم هالیوودی فاکس، شد.
در سال ۱۹۲۶، آوسنبرگ به همراه فریدریش دبلیو. مورنائو برای فیلمبرداری به هالیوود رفت، جایی که مورنائو مشغول کارگردانی فیلم «طلوع آفتاب: آواز دو انسان» فاکس بود. سال بعد به آلمان بازگشت و مسئول تهیه‌کنندگی مستند معروف والتر روتمن دربارهٔ برلین با عنوان «برلین: سمفونی یک کلان‌شهر» شد.
آوسنبرگ مدیر تولید شرکت تولید Deutsche Lichtspiel-syndikat شد. در همان زمان، او در شرکت خودش به نام آتلانتیس-فیلم، به کار تهیه کنندگی مشغول شد و هم چنین در شرکت May-Film AG متعلق به جو می، شراکت داشت. در سال ۱۹۳۰، او به عنوان نماینده اروپا در شرکت London-Film متعلق به الکساندر کوردا، فعالیت کرد.
وقتی آدولف هیتلر در سال ۱۹۳۳ به قدرت رسید، جولیوس آوسنبرگ به تازگی تولید دو فیلم با الیزابت برگنر را برنامه‌ریزی کرده بود که هرگز فیلمبرداری نشدند. در همان سال، آوسنبرگ و شریک زندگی‌اش، اوسی اسوالدا، بازیگر، از آلمان نازی گریختند و در چکسلواکی اقامت گزیدند، جایی که او چهار فیلم تهیه کرد. در سال ۱۹۳۹ او دوباره از دست نازی‌ها به لندن گریخت.
همسر اول آوسنبرگ، هیلدا فوئرلینگ بود که از او چهار فرزند داشت: آدولف (1914 – ۱۹۴۴)، که نقاش شد و در هولوکاست به قتل رسید؛ الی (1918 – ۲۰۰۶)؛ اریش؛ و والتر.
آنها طلاق گرفتند و او سپس با ژنکا فانتلووا ازدواج کرد. پسرخوانده آوسنبرگ، توماس فانتل کارگردان بود و یان فانتل، تهیه‌کننده، نوه ناتنی اوست. کمی پیش از مرگش در سال ۱۹۵۵، آوسنبرگ به وین بازگشت و در آنجا به خاک سپرده شد.

## فیلم‌شناسی
- Die Abenteuer eines Zehnmarkscheins (1926)
- مادام بچه نمی‌خواهد (۱۹۲۶)
- در شب هاگار (۱۹۲۶)
- برلین: سمفونی یک کلان‌شهر (۱۹۲۷)
- وُلها در برابر پلامِنک (۱۹۳۴)
- هودبا سرجی (۱۹۳۴)
- والاحضرت والس می‌رقصد (۱۹۳۵)
- ناشِ جِدِناکتکا (۱۹۳۶)

## ادبیات
- کی ونیگر: Es wird im Leben دیر مهر ژنومن آلس گگبن…. Lexikon der aus Deutschland und Österreich emigrierten Filmschaffenden 1933 bis 1945. یک مجموعه. (Eine Gesamtübersicht) S. 79، ACABUS Verlag، هامبورگ ۲۰۱۱،شابک ‎۹۷۸-۳-۸۶۲۸۲-۰۴۹-۸